# تا صبح
تا صبح یک مجموعهٔ تلویزیونی محصول سال ۱۳۸۵ ایران به کارگردانی مجید جوانمرد، محمدعلی باشه آهنگر، نویسندگی عباس نعمتی و تهیه‌کنندگی احمد میرعلائی که از شبکهٔ پنج سیما پخش شد. این مجموعه در ۲۹ قسمت ۴۵ دقیقه‌ای تهیه شد و روایتی عاطفی با زمینه ی سیاسی از زندگی فردی و اجتماعیِ درهم‌تنیدهٔ چند جوان از سال ۱۳۵۰ تا ۱۳۸۵ شمسی در بستر جریانات تاریخ معاصر ایران را به تصویر می‌کشد.

## بازیگران
- مجید مظفری در نقش تیمسار بدر، ریاست شهربانی استان
- محمد کاسبی در نقش سرهنگ شکوهی، رئیس ساواک استان
- عسل بدیعی در نقش مستانه بدر
- امین زندگانی در نقش سیاوش بدر (با نام مستعار پرویز)
- ستاره اسکندری در نقش شهرزاد (فاطمه موسوی)
- پروانه معصومی در نقش مادرِ علی
- حسین سحرخیز در نقش عباس (دایی)
- امیر پریچهر در نقش معاون تیمسار
- حسین گنجی در نقش معاون رئیس ساواک
- افشین نخعی در نقش ستار فتاحی
- امیرحسین حسینی در نقش علی
- افشین سنگ چاپ در نقش ضاربِ علی
- زهره حمیدی در نقش همسرِ تیمسار بدر و زن عموی مستانه
- آتش تقی پور در نقش نخعی (تاجر)
- رامتین خداپناهی در نقش آیدین بدر
- حسین معلومی در نقش اسداله (پدرِ علی)
- حمید ابراهیمی در نقش احمد صالحی زاده
- گیتی معینی
- صدیقه کیانفر در نقش همسایه ی مادرِ علی
- بهنام تشکر در نقش دادستان
- عزت‌الله رمضانی‌فر در نقش آقا عزت (پدرِ سوگل)
- غلامرضا علی‌اکبری
- کیانوش گرامی در نقش جگرکیِ محل
- مارال فرجاد در نقش زهرا (همسرِ احمد)
- محمد ابهری
- محمود جعفری
- مونا فرجاد
- مریم سلطانی
- سولماز آقمقانی